# Matías Cahais
Matías Cahais (ur. 24 grudnia 1987 w Morón, Buenos Aires, Argentyna) – argentyński piłkarz grający na pozycji środkowego, rzadziej lewego obrońcy.

## Kariera klubowa
Cahais jest wychowankiem argentyńskiego Boca Juniors. Swój debiut w pierwszej drużynie zaliczył w wieku 17 lat w zremisowanym 0-0 meczu jego drużyny z Quilmes Atlético Club, który odbył się 26 czerwca 2005.
3 lipca 2005 Matías zdobył swojego pierwszego gola w barwach Boca w meczu przeciwko Almagro Buenos Aires, ale nie jest on traktowany jako oficjalny gol, gdyż mecz został niedokończony, a wynik został ustalony na korzyść Almagro 2-0.
Po otrzymaniu kilku ofert z europejskich klubów 21 stycznia 2008 Cahais podpisał kontrakt z holenderskim FC Groningen, na zasadzie półtorarocznego kontraktu z możliwością definitywnego transferu za €2 mln po pierwszym roku. Podczas swojej prezentacji w Groningen, Matías powiedział, że pomimo faktu iż Real Madryt złożył mu korzystniejszą ofertę, on był zdeterminowany podpisać kontrakt z FC Groningen, ponieważ chce rozpocząć swoją europejską karierę „krok po kroku” i czuje, że holenderska drużyna jest właściwym wyborem, a kluby z tej ligi były także początkowymi etapami dla zawodników takich jak Ronaldo, Romário czy Julio Cruz.
Od stycznia 2009 roku 21 letni obrońca reprezentuje barwy Gimnasia y Esgrima Jujuy na zasadzie 6 miesięcznego wypożyczenia, zaś w lipcu 2009 roku został wypożyczony na rok do Racing Club.

## Kariera reprezentacyjna
Cahais reprezentował Argentynę w kategoriach U-17 oraz U-20. Zagrał 20 spotkań na poziomie U-17 strzelając 4 bramki. W 2007 został powołany do reprezentacji na Młodzieżowe Mistrzostwa Ameryki Południowej odbywające się w Paragwaju i strzelił tam 2 gole. Reprezentował także swój kraj na Mistrzostwach Świata FIFA U-20 w 2007 roku.

## Trofea
- Recopa Sudamericana – 2006 z Boca Juniors
- Copa Libertadores – 2007 z Boca Juniors
- Mistrz świata U-20 – 2007 z Argentyną